# Pheidolini
Pheidolini (лат.) — ранее выделявшаяся триба муравьёв из подсемейства Myrmicinae (Formicidae), которая включала 12 родов и более 1200 видов. Согласно последней классификации муравьёв данная триба не выделяется, а принадлежавшие ему 12 родов отнесены к трибам Attini, Crematogastrini и Stenammini.

## Распространение
Всемирное, главным образом в тропиках.

## Описание
Характерен выпуклый промезонотум (Bolton, 2003). Стебелёк между грудкой и брюшком состоит из двух члеников: петиолюса и постпетиолюса (последний четко отделен от брюшка), жало развито, куколки голые (без кокона). Среди представителей встречаются муравьи-жнецы (Messor, Oxyopomyrmex, Goniomma и другие).

## Классификация
12 родов. В России 2 рода и около 8 видов. Группа впервые была выделена в 1877 году под названием Pheidolidae  Emery, 1877. С 1893 по 2014 год рассматривалась в качестве трибы Pheidolini в составе подсемейства Myrmicinae. Триба относится к группе formicoxenine tribe group (Bolton, 2003). В 2014 году члены трибы были распределены по другим трибам.
- Триба Pheidolini
  - Род Anisopheidole Forel, 1914[5] (или Attini)
  - Род Aphaenogaster Mayr, 1853 (или Stenammini)
  - Род Chimaeridris Wilson, 1989 (или Attini)
  - Род Goniomma Emery, 1895 (или Stenammini)
  - Род Kartidris Bolton, 1991 (или Crematogastrini)
  - † Род Lonchomyrmex Mayr, 1867 (или Crematogastrini)
  - Род Lophomyrmex Emery, 1892 (или Crematogastrini)
  - Род Messor Forel, 1890 (жнецы) (или Stenammini)
  - Род Ocymyrmex Emery, 1886 (или Crematogastrini)
  - Род Oxyopomyrmex Andre, 1881 (или Stenammini)
  - † Род Paraphaenogaster Dlussky, 1981 (или Stenammini)
  - Род Pheidole Westwood, 1839 (или Attini)
  - Род Veromessor Forel, 1917 (или Stenammini)

## Синонимы
- Lophomyrmicini Emery
- Ocymyrmicini Emery
- Pheidolidae Emery
- Pheidolii Emery